# Ljubiša Samardžić
Ljubiša Samardžić (Skoplje, 19. studenog 1936. – Beograd, 8. rujna 2017.) je bio srbijanski glumac i filmski redatelj.

## Životopis
Rođen je u Skoplju u rudarskoj obitelji. Studirao je pravo, ali je kasnije ipak završio Akademiju dramske umjetnosti u Beogradu u klasi Bojana Stupice. Ostvario je više od stotinu filmskih uloga od kojih se izdvajaju one u filmovima Valter brani Sarajevo, Bitka na Neretvi, Sutjeska...  
1967. godine dobio je glavnu glumačku nagradu Volpi Cup na Venecijanskom filmskom festivalu za ulogu u filmu Jutro. U razdoblju od 1973. do 1988. dobio je šest Zlatnih arena na Pulskom filmskom festivalu za glumačka ostvarenja.
Od 2000. godine bavio se filmskom režijom te je režirao sedam dugometražnih filmova i dvije televizijske serije. Njegov prvi dugometražni film Nebeska udica prikazan je u službenom programu Berlinskog filmskog festivala.
Preminuo je od duge i teške bolesti u 81. godini života 8. rujna 2017.

## Filmografija
Najbolje i najpoznatije uloge ostvario je u:

### Film
- Igre na skelama
- Lito vilovito
- Prekobrojna
- Kozara
- Desant na Drvar
- Bitka na Neretvi
- Sutjeska
- Valter brani Sarajevo
- Naivko
- Goli čovik kao Špiro
- Valter brani Sarajevo kao Zis (1972.)
- Predstava Hamleta u Mrduši Donjoj kao Mačak (1973.)
- Ljubavni život Budimira Trajkovića
- Specijalno vaspitanje
- Partizanska eskadrila
- Moj tata na određeno vreme
- Nije lako s muškarcima
- Jaguar
- Poltron
- Visoki napon kao Ivo Goreta

Pored toga, zapažene uloge ostvario je u TV serijama kao što su:
- Kuda idu divlje svinje kao Crni Rok
- Bolji život
- Vruć vetar
- Policajac sa Petlovog brda
- Viza za budućnost

### Redateljski filmovi
- Nebeska udica, 2000.
- Nataša, 2001.
- Ledina, 2003.
- Jesen stiže, dunjo moja, 2004.
- Konji vrani, 2007.
- Bledi mesec, 2008.
- Jesen stiže, Dunjo moja (TV serija), 2009. – 2010.
- Miris kiše na Balkanu (TV serija), 2010. – 2011.

### Ostalo
- "Libar Miljenka Smoje oli ča je život vengo fantažija" kao gost dokumentarnog serijala (2012.)

## Vanjske poveznice
- Ljubiša Samardžić na IMDb (engl.)
- Opušteno.rs: Biografija Ljubiše Samardžića[neaktivna poveznica]
- Sinemanija.com: Biografija Ljubiše Samardžića